# تانهوسن اشتیریا
تانهوسن اشتیریا (به آلمانی: Thannhausen) یک منطقهٔ مسکونی در اتریش است که در وایتس واقع شده‌است. تانهوسن اشتیریا ۳۳٫۴۷ کیلومتر مربع مساحت دارد ۴۸۰ متر بالاتر از سطح دریا واقع شده‌است.